# Mikael Appelgren
Kent Mikael Appelgren (ur. 15 października 1961 w Sztokholmie) – szwedzki tenisista stołowy oraz trener tenisa stołowego, olimpijczyk z Seulu (1988) i Barcelony (1992), czterokrotny mistrz świata i dziewięciokrotny mistrz Europy, zwycięzca Europa Top 12 w 1982 i 1990, trener Spårvägens BTK. Członek Galerii Sław ETTU.

## Sukcesy
Na podstawie, o ile nie zaznaczono inaczej.

### Mistrzostwa świata
- 1995 – srebrny medal (drużynowo)
- 1993 – złoty medal (drużynowo)
- 1991 – złoty medal (drużynowo)
- 1989 – złoty medal (drużynowo)
- 1987 – srebrny medal (drużynowo)
- 1985 – srebrny medal (drużynowo)
- 1985 – złoty medal (gra podwójna)
- 1983 – srebrny medal (drużynowo)

### Mistrzostwa Europy
- 1992 – srebrny medal (gra podwójna)
- 1992 – złoty medal (drużynowo)
- 1990 – złoty medal (gra pojedyncza)
- 1990 – złoty medal (drużynowo)
- 1988 – złoty medal (gra pojedyncza)
- 1988 – złoty medal (gra podwójna)
- 1988 – złoty medal (drużynowo)
- 1986 – srebrny medal (gra podwójna)
- 1986 – złoty medal (drużynowo)
- 1982 – złoty medal (gra pojedyncza)
- 1980 – złoty medal (drużynowo)

### Puchar świata
- 1994 – srebrny medal (drużynowo)
- 1990 – złoty medal (drużynowo)
- 1989 – brązowy medal (gra pojedyncza)
- 1983 – złoty medal (gra pojedyncza)
- 1982 – srebrny medal (gra pojedyncza)

### Europa Top 12
- 1990 – złoty medal (gra pojedyncza)
- 1985 – brązowy medal (gra pojedyncza)
- 1984 – brązowy medal (gra pojedyncza)
- 1983 – brązowy medal (gra pojedyncza)
- 1982 – złoty medal (gra pojedyncza)

### Mistrzostwa Szwecji
Na podstawie.
- 2001 – złoty medal (gra podwójna)
- 1996 – srebrny medal (gra pojedyncza)
- 1994 – złoty medal (gra podwójna)
- 1993 – złoty medal (gra pojedyncza)
- 1993 – srebrny medal (gra podwójna)
- 1992 – złoty medal (gra pojedyncza i gra podwójna)
- 1991 – srebrny medal (gra pojedyncza i gra podwójna)
- 1989 – srebrny medal (gra pojedyncza)
- 1988 – srebrny medal (gra pojedyncza)
- 1987 – złoty medal (gra podwójna)
- 1984 – srebrny medal (gra podwójna)
- 1983 – srebrny medal (gra pojedyncza)
- 1982 – złoty medal (gra pojedyncza)
- 1982 – srebrny medal (gra podwójna)
- 1981 – złoty medal (gra pojedyncza i gra podwójna)

### Mistrzostwa Europy Juniorów
Na podstawie.
- 1979 – złoty medal (gra podwójna)
- 1979 – złoty medal (drużynowo)